# Pucrolia
Pucrolia es un género de arácnido  del orden Opiliones de la familia Gonyleptidae.

## Especies
Las especies de este género son:
- Pucrolia dubitata
- Pucrolia gracilipes
- Pucrolia grandis
- Pucrolia minuta
- Pucrolia pulcherrima